# Adam Szajna
Adam Tadeusz Szajna ps. „Kruk”, „Roztoka” (ur. 20 kwietnia 1911 we Lwowie, zm. 22 listopada 1984) – uczestnik II wojny światowej, oficer Wojska Polskiego, Armii Krajowej i Ludowego Wojska Polskiego.

## Życiorys
Urodził się w rodzinie inteligenckiej. Był absolwentem Szkoły Podchorążych Piechoty w Ostrowi Mazowieckiej. 7 sierpnia 1932 Prezydent RP Ignacy Mościcki mianował go podporucznikiem ze starszeństwem z dniem 15 sierpnia 1932 i 13. lokatą w korpusie oficerów piechoty, a minister spraw wojskowych wcielił do 4 pułku strzelców podhalańskich w Cieszynie na stanowisko dowódcy plutonu. 1 marca 1935 został awansowany na porucznika ze starszeństwem z dniem 1 stycznia 1935 i 48. lokatą w korpusie oficerów piechoty. W marcu 1939 pełnił służbę w batalionie KOP „Dolina” na stanowisku dowódcy kompanii odwodowej.
Brał udział w kampanii wrześniowej 1939. Był dowódca kompanii w batalionie KOP, jednak udało mu się uniknąć niewoli. W konspiracji używał  pseudonimów „Kruk” i „Roztoka”. Od października 1944 do stycznia 1945 pełnił funkcję komendanta Obwodu Włoszczowa. Jako dowódca (w stopniu majora)  74 pułku piechoty Armii Krajowej brał udział między innymi w zwycięskiej bitwie pod Krzepinem, stoczonej z żandarmerią niemiecką.
Po wyzwoleniu spod okupacji niemieckiej został zmobilizowany i powierzono mu dowództwo batalionu w 7 Dywizji Piechoty ludowego Wojska Polskiego. Zdemobilizowany został 12 lutego 1946. Następnie pracował w różnych zawodach, pełnił też funkcję prezesa ZBoWiD w Zakopanem. Zmarł 22 listopada 1984, pochowany na cmentarzu Wawrzyszewskim w Warszawie.

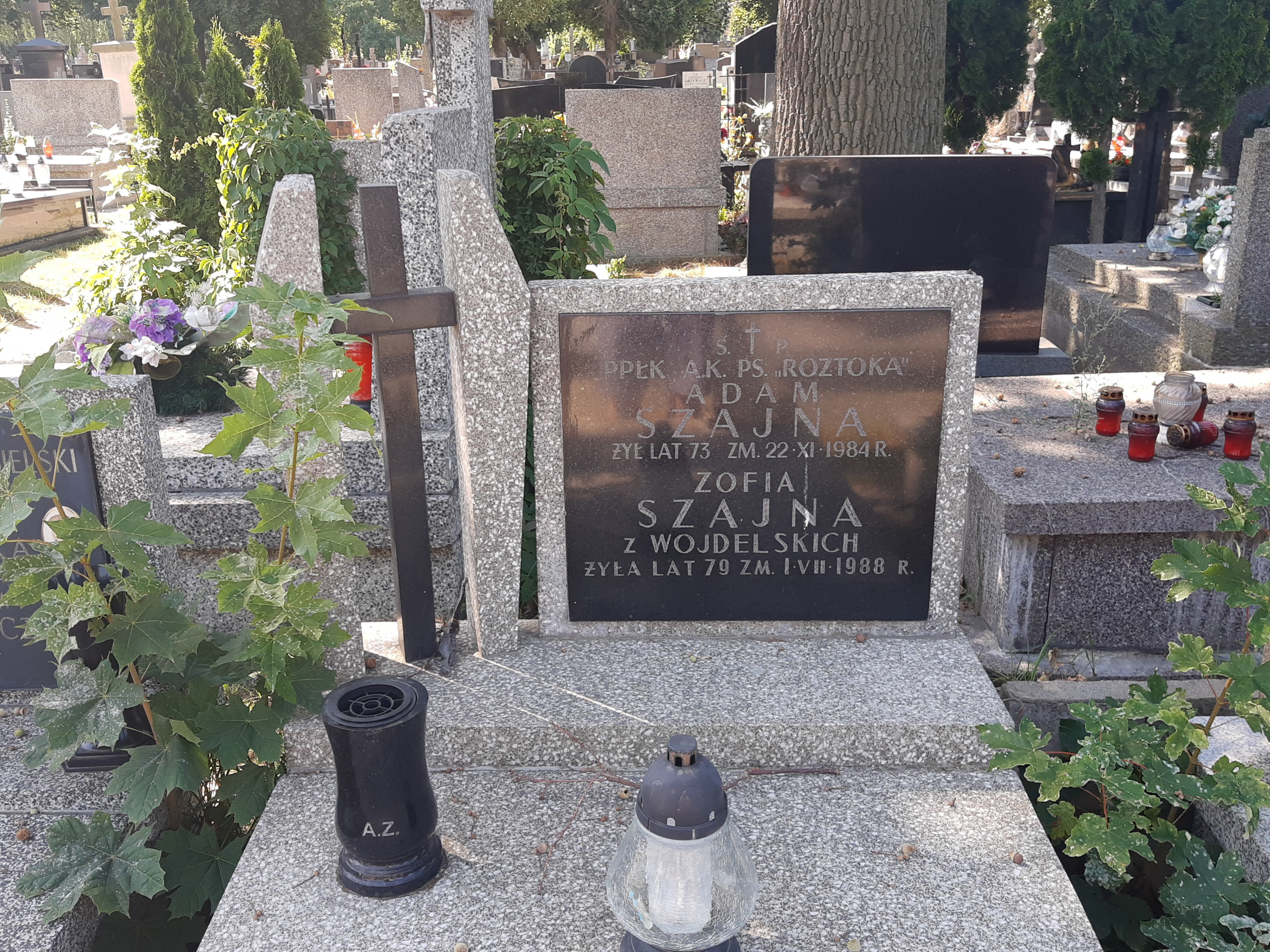
Grób ppłka Adama Szajny na cmentarzu Wawrzyszewskim

## Ordery i odznaczenia
- Srebrny Krzyż Orderu Virtuti Militari nr 12993[10]
- Srebrny Krzyż Zasługi
- Krzyż Partyzancki